# Андреевич, Яков Максимович
Яков Максимович Андреевич 2-й (1801—1840) — подпоручик, декабрист.

## Семья
Потомок запорожских черкас. Родился в марте 1801 года в селе Ярешки Переяславского уезда Полтавской губернии в дворянской семье; земли и крепостных крестьян не имел.

## Военная служба
В октябре 1811 года был записан солдатом в Тверской драгунский полк в Молдавии, с 31 декабря 1811 года — юнкер. 9 марта 1812 года прибыл в Дворянский кавалерийский эскадрон в Санкт-Петербурге, откуда был направлен во 2-й кадетский корпус; 5 мая 1816 года переведён в Дворянский полк. После окончания обучения в кадетском корпусе направлен прапорщиком во 2-ю лёгкую роту 15-й артиллерийской бригады.
1 февраля 1819 года переведён в 1-ю батарейную роту. В 1819 году прикомандирован к свите императора по квартирмейстерской части в 3-й пехотный корпус. В 1822 году переведён в 3-ю лёгкую роту 8-й артиллерийской бригады; 3 мая 1823 года произведён в подпоручики. В 1825 году переведён во 2-ю лёгкую роту, а оттуда — в 1-ю батарейную роту. С сентября 1825 года находился при Киевском арсенале крепости.

## Член Общества соединенных славян
Яков Максимович был принят в Общество соединённых славян летом 1825 года в Лещинском лагере. Был одним из самых активных декабристов: дал клятву пожертвовать всем для переворота, согласился на цареубийство, предлагал арестовать цесаревича Константина при проезде его в 1825 году через Таганрог, во время восстания Черниговского полка объезжал воинские части с призывом (подстрекатель, агитатор) к восстанию (бунту). Безуспешно пытался уговорить А. З. Муравьева принять участие в мятеже и поднять восстание в других воинских частях. На квартире Андреевича были приняты цель и правила Общества, принесена клятва умереть за свободу.
Арестован 14 января 1826 года в Киеве. В тот же день отправлен в Белую Церковь, где 15 января допрошен, и возвращён в Киев. Из Киева отправлен в Могилёв в Главную квартиру 1-й армии, где допрошен Комиссией военного суда. Доставлен в Санкт-Петербург на главную гауптвахту 11 февраля 1826 года и в этот же день переведён в Петропавловскую крепость.
На следствии всё отрицал, и по приказу Николая I 18 февраля был закован в ручные кандалы, которые сняты 27 апреля 1826 года.

## Каторга и ссылка
Осуждён по I разряду; 10 июля 1826 года приговорён в каторжную работу вечно; 22 августа срок каторги был сокращён до 20 лет.
23 июля 1826 года отправлен в Шлиссельбург, а 2 октября 1827 года — в Сибирь. Прибыл в Читинский острог 20 декабря 1827 года. Оттуда в сентябре 1830 года переведён в Петровский завод, где оставался до 1839 года.
Для Читинской Михайло-Архангельской церкви написал икону Спасителя, несущего крест.
8 ноября 1832 года срок каторги сокращён до 15 лет, а 14 декабря 1835 года до 13 лет.
Яков Максимович прибыл в Верхнеудинск 27 июля 1839 г. вместе с Н. А. и М. А. Бестужевыми, Е. П. Оболенским и И. И. Пущиным, которые определили его на квартиру и вверили его попечению своих друзей из местных жителей: доктора А. И. Орлова и купцов Г. А. Шевелева и А. М. Курбатова. В январе Андреевич был госпитализирован в Верхнеудинскоую гражданскую больницу с чахоткой, от которой и скончался 29 мая 1840 г. Был отпет в ближайшей к больнице Вознесенской церкви и похоронен рядом с ней на Заудинском слободском кладбище. Над могилой был установлен отлитый на Петровском заводе чугунный крест. В советский период могила была утрачена.  